# Eleição municipal de Santo André em 2008
A eleição municipal da cidade brasileira de Santo André ocorreu em dois turnos, o primeiro em 5 de outubro e o segundo em 26 de outubro de 2008 para eleger um prefeito, um vice-prefeito e 21 vereadores que seriam responsáveis pela administração da cidade paulista. O prefeito titular era João Avamileno, do Partido dos Trabalhadores (PT), que havia sido reeleito em 2004 após assumir a prefeitura com a morte de Celso Daniel.
Com 53,03% dos votos válidos, Aidan Ravin foi eleito como prefeito da cidade no segundo turno, sendo vitorioso contra Vanderlei Siraque (PT).

## Candidatos
Nomes inseridos como consta no sistema de prestação de contas do Tribunal Superior Eleitoral (TSE).
| N° | Prefeito     | Prefeito                                     | Prefeito | Prefeito | Vice-prefeito (a) | Vice-prefeito (a) | Vice-prefeito (a)                               | Vice-prefeito (a) | Vice-prefeito (a)                      | Coligação Partido(s)                                                          | Ref.  |
| N° | Candidato(a) | Candidato(a)                                 | Partido  | Cargos relevantes | Candidato(a)      | Candidato(a)      | Candidato(a)                                    | Partido           | Cargos relevantes                      | Coligação Partido(s)                                                          | Ref.  |
| -- | ------------ | -------------------------------------------- | -------- | --- | ----------------- | ----------------- | ----------------------------------------------- | ----------------- | -------------------------------------- | ----------------------------------------------------------------------------- | ----- |
| 13 |              | Vanderlei Siraque                            | PT       | - Vereador de Santo André (1989-1999) - Deputado Estadual por São Paulo (1999-2008)                                     |                   |                   | Cicero Firmino Martinha Cicero Firmino da Silva | PDT               |                                        | Santo André Ainda Melhor (PT, PDT, PRB, PMDB, PSL, PRTB, PHS, PSB, PV, PCdoB) | [ 6 ] |
| 14 |              | Aidan Ravin Aidan Antônio Ravin              | PTB      | - Vereador de Santo André (2004-2008)                                                                                   |                   |                   | Dinah Zekcer Dinah Kojuck Zekcer                | PTB               | - Vereadora de Santo André (1992-2008) | Partido Isolado                                                               | [ 7 ] |
| 25 |              | Raimundo Salles Raimundo Taraskevicius Sales | DEM      | |                   |                   | Wilson Bianchi Wilson Aparecido Bianchi         | DEM               |                                        | (DEM, PP, PTN, PSC, PR, PPS, PSDC, PMN, PTC, PRP, PTdoB)                      |       |
| 45 |              | Newton Brandão Newton da Costa Brandão       | PSDB     | - Prefeito de Santo André (1969-1973) (1983-1988) (1993-1996) - Deputado Estadual por São Paulo (1991-1992) (1999-2003) |                   |                   | Fernando Gomes Fernando Buissa de Barros Gomes  | PSDB              |                                        | Partido Isolado                                                               | [ 8 ] |
| 50 |              | Prof. Ricardo Alvarez Ricardo Alvarez        | PSOL     | |                   |                   | Prof. Edgard Edgard Fernandes Neto              | PSTU              |                                        | (PSOL, PSTU)                                                                  |       |

## Resultados
| Candidato                   | Vice                    | 1.º Turno 5 de outubro de 2008 | 1.º Turno 5 de outubro de 2008 | 2.º Turno 26 de outubro de 2008 | 2.º Turno 26 de outubro de 2008 |
| Candidato                   | Vice                    | Votação                        | Votação                        | Votação                         | Votação                         |
| Candidato                   | Vice                    | Total                          | %                              | Total                           | %                               |
| --------------------------- | ----------------------- | ------------------------------ | ------------------------------ | ------------------------------- | ------------------------------- |
| Aidan Ravin (PTB)           | Dinah Zekcer (PTB)      | 81.163                         | 21,76%                         | 214.810                         | 55,03%                          |
| Vanderlei Siraque (PT)      | Cicero Martinha (PDT)   | 182.387                        | 48,90%                         | 175.513                         | 44,97%                          |
| Raimundo Salles (DEM)       | Wilson Bianchi (DEM)    | 70.918                         | 19,01%                         | Não participaram                | Não participaram                |
| Newton Brandão (PSDB)       | Fernando Gomes (PSDB)   | 31.044                         | 8,32%                          | Não participaram                | Não participaram                |
| Prof.Ricardo Alvarez (PSOL) | Prof.Edgard (PSTU)      | 7.495                          | 2,01%                          | Não participaram                | Não participaram                |
| Total de votos válidos      | Total de votos válidos  | 373.007                        | 83,38%                         | 390.323                         | 90,13%                          |
| Votos apurados              |                         |                                |                                |                                 |                                 |
| Votos válidos               | Votos válidos           | 373.007                        | 83,38%                         | 390.323                         | 90,13%                          |
| Votos em branco             | Votos em branco         | 31.405                         | 7,02%                          | 14.325                          | 3,31%                           |
| Votos nulos                 | Votos nulos             | 42.940                         | 9,60%                          | 28.442                          | 6,57%                           |
| Total de votos apurados     | Total de votos apurados | 447.352                        | 83,86%                         | 433.090                         | 81,19%                          |
| Eleitores                   |                         |                                |                                |                                 |                                 |
| Comparecimento              | Comparecimento          | 447.352                        | 83,86%                         | 433.090                         | 81,19%                          |
| Abstenções                  | Abstenções              | 86.076                         | 16,14%                         | 100.338                         | 18,81%                          |
| Total de eleitores          | Total de eleitores      | 533.428                        | 100%                           | 533.428                         | 100%                            |

## Câmara de Vereadores
Para o quadriênio 2009-2012, foram eleitos 21 vereadores.
| Vereadores eleitos em Santo André - 2008 | Vereadores eleitos em Santo André - 2008 | Vereadores eleitos em Santo André - 2008 | Vereadores eleitos em Santo André - 2008 | Vereadores eleitos em Santo André - 2008 |
| Candidato (a)                            | Partido                                  | Coligação                                | Votação                                  | Votação                                  |
| Candidato (a)                            | Partido                                  | Coligação                                | Votos                                    | %                                        |
| ---------------------------------------- | ---------------------------------------- | ---------------------------------------- | ---------------------------------------- | ---------------------------------------- |
| Paulo Serra                              | PSDB                                     | Partido Isolado                          | 6.149                                    | 1,60%                                    |
| Geraldo Aparecido Juliano                | PMDB                                     | PMDB, PCdoB                              | 5.757                                    | 1,50%                                    |
| José de Araújo                           | PMDB                                     | PMDB, PCdoB                              | 5.313                                    | 1,38%                                    |
| Montorinho                               | PT                                       | PT, PRTB                                 | 4.934                                    | 1,28%                                    |
| Antônio Leite da Silva                   | PT                                       | PT, PRTB                                 | 4.844                                    | 1,26%                                    |
| Ailton Jose de Lima                      | PDT                                      | Partido Isolado                          | 4.191                                    | 1,09%                                    |
| Claudio Malatesta                        | PT                                       | PT, PRTB                                 | 3.931                                    | 1,02%                                    |
| Marcos Cortez                            | PSDB                                     | Partido Isolado                          | 3.841                                    | 1,00%                                    |
| Aparecido Donizeti Pereira               | PV                                       | Partido Isolado                          | 3.748                                    | 0,97%                                    |
| Marcelo Chehade                          | PSDB                                     | Partido Isolado                          | 3.560                                    | 0,93%                                    |
| Almir Roberto Cicote                     | PSB                                      | Partido Isolado                          | 3.296                                    | 0,86%                                    |
| Jurandir Gallo                           | PT                                       | PT, PRTB                                 | 3.169                                    | 0,82%                                    |
| Tiago Nogueira                           | PT                                       | PT, PRTB                                 | 2.882                                    | 0,75%                                    |
| Jose Ricardo Dias                        | PSB                                      | Partido Isolado                          | 2.814                                    | 0,73%                                    |
| Geraldo da Silva Souza                   | DEM                                      | PTN, DEM                                 | 2.813                                    | 0,73%                                    |
| Luiz Carlos Pinheiro                     | DEM                                      | PTN, DEM                                 | 2.675                                    | 0,70%                                    |
| Jairo Bafile                             | PT                                       | PT, PRTB                                 | 2.537                                    | 0,66%                                    |
| Evilasio Santana dos Santos              | DEM                                      | PTN, DEM                                 | 2.388                                    | 0,62%                                    |
| Israel Zekcer                            | PTB                                      | Partido Isolado                          | 2.240                                    | 0,58%                                    |
| Gilberto Wachtler                        | PTB                                      | Partido Isolado                          | 2.141                                    | 0,56%                                    |
| Francisco Alberto                        | PSL                                      | Partido Isolado                          | 1.766                                    | 0,46%                                    |
| Total de votos válidos                   | Total de votos válidos                   | Total de votos válidos                   | 384.502                                  | 85,95%                                   |
| Votos Apurados                           |                                          |                                          |                                          |                                          |
| Votos válidos                            | Votos válidos                            | Votos válidos                            | 384.502                                  | 85,95%                                   |
| Votos em branco                          | Votos em branco                          | Votos em branco                          | 32.323                                   | 7,23%                                    |
| Votos nulos                              | Votos nulos                              | Votos nulos                              | 30.527                                   | 6,82%                                    |
| Total de votos apurados                  | Total de votos apurados                  | Total de votos apurados                  | 447.352                                  | 83,86%                                   |
| Eleitores                                |                                          |                                          |                                          |                                          |
| Comparecimento                           | Comparecimento                           | Comparecimento                           | 447.352                                  | 83,86%                                   |
| Abstenções                               | Abstenções                               | Abstenções                               | 86.076                                   | 16,14%                                   |
| Total de eleitores                       | Total de eleitores                       | Total de eleitores                       | 533.428                                  | 100%                                     |

| Legenda | Legenda      |
| ------- | ------------ |
|         | Reeleito (a) |